# Heather Langenkamp
Heather Langenkamp, född 17 juli 1964 i Tulsa, Oklahoma, är en amerikansk skådespelerska. Hon är mest känd för sin roll som Nancy Thompson i filmerna Terror på Elm Street.

## Filmografi (filmer som haft svensk premiär)
- 1984 - Terror på Elm Street - Nancy Thompson
- 1987 - Terror på Elm Street 3 - Freddy's återkomst - Nancy Thompson
- 1994 - Wes Craven's New Nightmare - sig själv
- 1994 - Tonya och Nancy